# کاخ امپراتوری توکیو

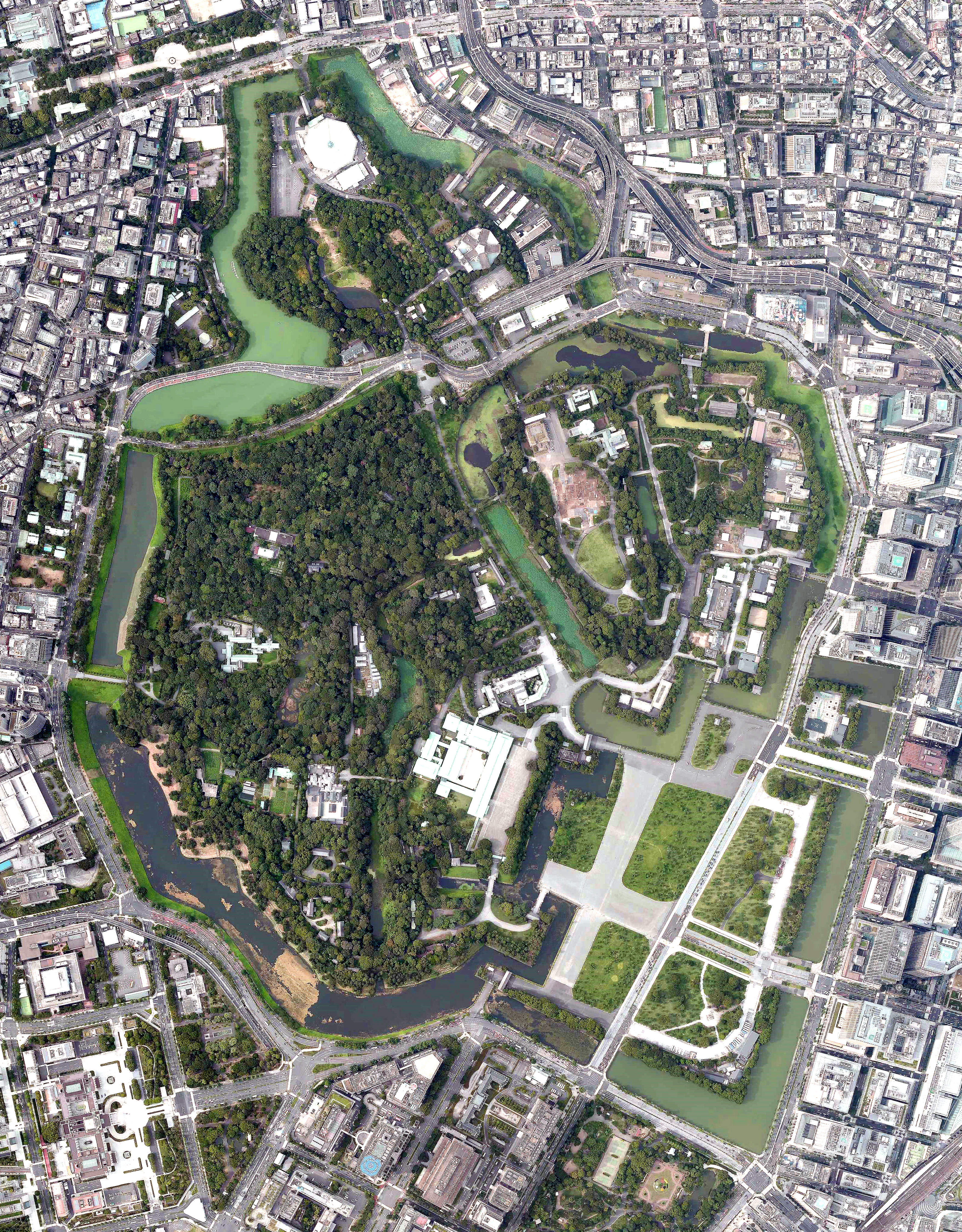
عکس هوایی از کاخ امپراتوری ژاپن. خندق چیدوریگافوچی در قسمت شمال غربی کاخ دیده می‌شود.

کاخ امپراتوری ژاپن یا کُوکیو (به ژاپنی: 皇居 kōkyo) قصر و قلعه‌ای است که در منطقهٔ چیودای توکیو پایتخت ژاپن واقع شده‌است. در حال حاضر این قلعه محل اقامت امپراتور ژاپن، امپراتور ناروهیتو و خانواده سلطنتی ژاپن است.

## تاریخچه کاخ
- در سال ۱۸۶۸ میلادی امپراتور میجی در اولین سال امپراتوری خود نام قلعه ادو را به قلعه توکیو تغییر داد و این مکان به عنوان محل اقامت امپراتوران ژاپن انتخاب شد.
- در سال ۱۸۶۹ میلادی امپراتور میجی نام قلعهٔ توکیو را به قلعهٔ امپراتور تغییر داد.
- در سال ۱۸۷۳ میلادی به علت آتش سوزی‌ای که در قصر رخ داد. محل اقامت امپراتور به طور موقت به گئی رینکان (به ژاپنی: 迎賓館  Geihinkan) منتقل شد.
- در سال ۱۸۸۸ میلادی قصر جدید در این مکان افتتاح شد و بنام جدید کیوجو (به ژاپنی: 宮城) خوانده شد.
- در سال ۱۹۴۵ میلادی در اثر بمباران هوایی قصر اصلی دچار آتش سوزی شده و امپراتور شووا به طور موقت در قصر دیگری اقامت گزید. امپراتور بعد از جنگ ساخت خانه‌های مردم را که طی جنگ و بمباران‌های مهیب از بین رفته بود به ترمیم قصر مقدم دانسته و ساخت قصر را به سال‌های بعد موکول کرد.
- در سال ۱۹۴۸ میلادی نام قصر به کُوکیو (به ژاپنی: 皇居  kōkyo) تغییر پیدا کرد.
- در سال ۱۹۶۸ میلادی بعد از چهار سال کار ساخت قصر جدید امپراتور به پایان رسید اما قصر جدید به طور رسمی از سال بعد مورد استفادهٔ امپراتور شووا قرار گرفت.
- در حال حاضر امپراتور آکی‌هیتو و همسر وی امپراتریس می‌چیکو هم در گئی رینکان (به ژاپنی: 迎賓館  Geihinkan) و هم در این قصر اقامت دارند.

## بازدید از کاخ
از سال ۱۹۶۸ میلادی قسمت شرقی قصر در معرض بازدید عموم قرار گرفته‌است و بازدید از آن برای همگان آزاد است. در داخل این محوطه موزهٔ سلطنتی ساننومارو (به ژاپنی: 三の丸尚蔵館) یا (به انگلیسی: Museum of the Imperial Collections) قرار دارد. از سال ۱۹۹۳ میلادی ورود و بازدید از این موزه رایگان شده‌است.

## نگارخانه

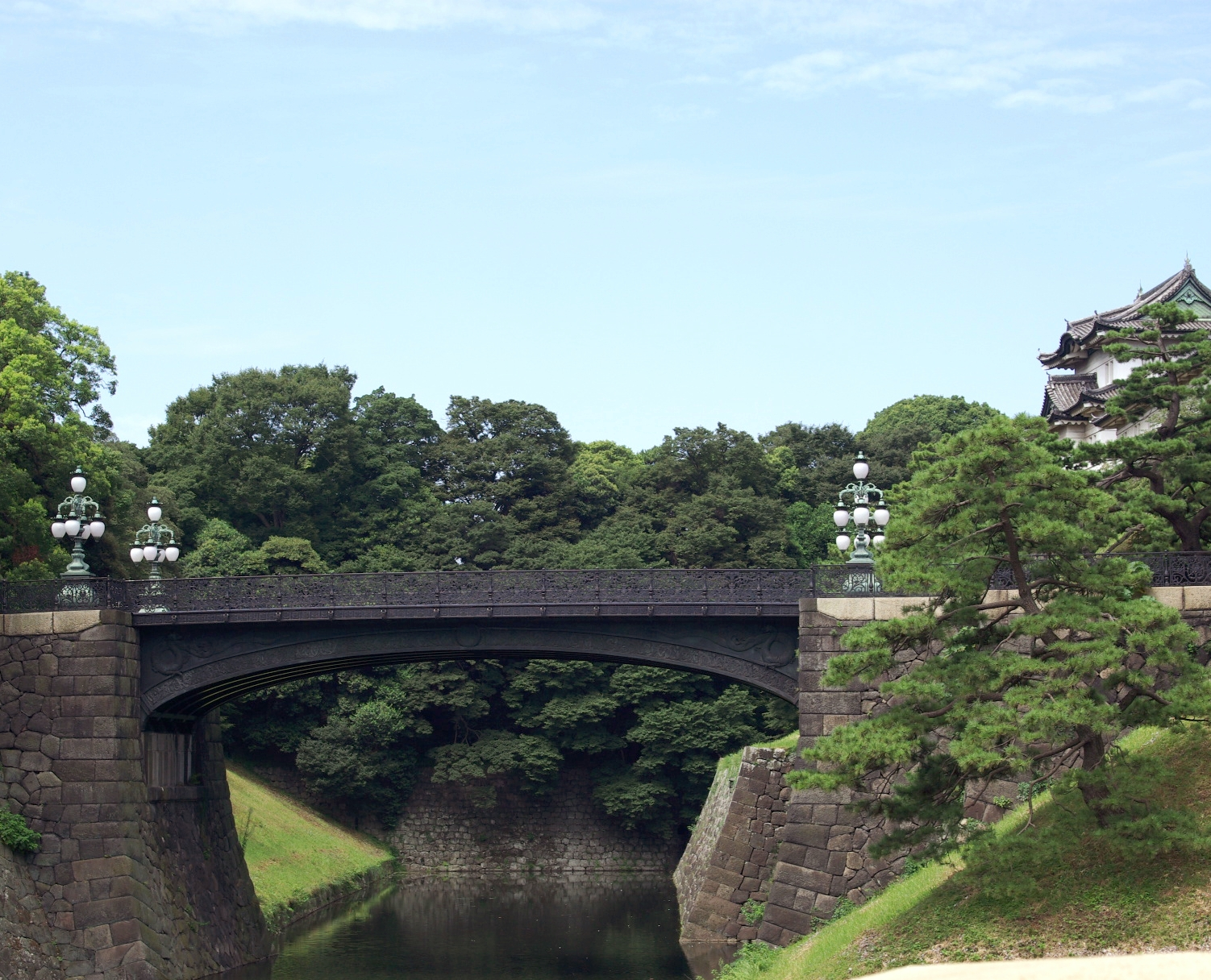
پل نیجوباشی در کنار کوکئو
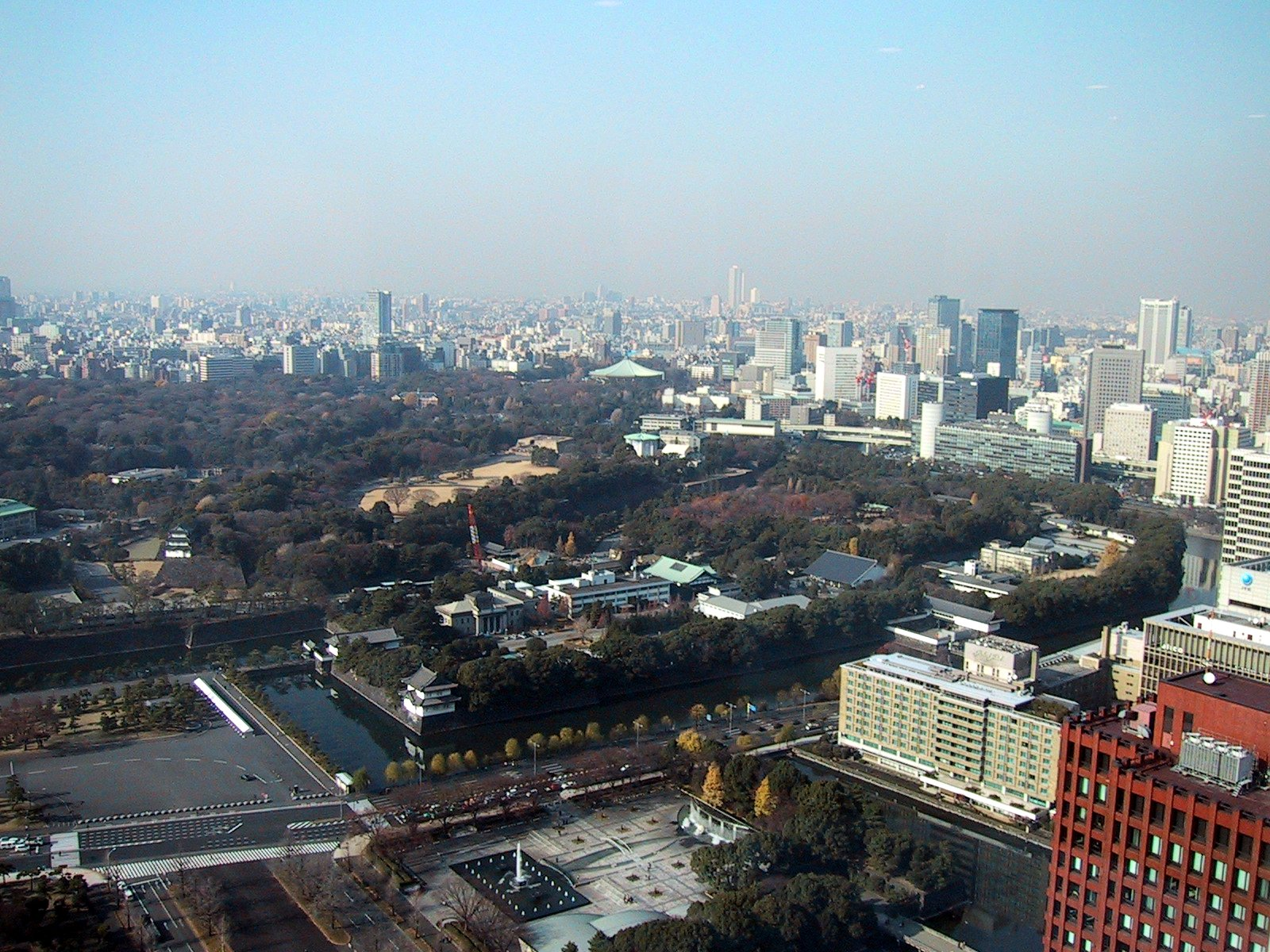
قسمت شرقی کاخ امپراتوری ژاپن